# تري هاوس تي في
Treehouse TV هي قناة تخصصية باللغة الإنجليزية تُبث في كندا لمرحلة ما قبل المدرسة، بدأ إطلاقها في عام 1997. القناة مملوكة لشركة YTV Canada، Inc.، وهي شركة تابعة لشركة Corus Entertainment.
بدأ تطوير قناة منفصلة عندما بثت قناة YTV عروض لمرحلة ما قبل المدرسة كجزء من برامج الصباح في أيام الأسبوع. أُطلق على هذه المجموعة من العروض اسم "The Treehouse" في عام 1994. وفي 1 نوفمبر 1997، أطلقت Treehouse TV كقناتها الخاصة، حيث تبث برامج لمرحلة ما قبل المدرسة من الساعة 6 صباحًا حتى 3 صباحًا يوميًا.
لم تُبث إعلانات تجارية عند إطلاق قناة Treehouse لأول مرة. وبدلاً من ذلك بُثت الأفلام القصيرة التي يُمثلها البشر والدُمى. اعتبارًا من عام 2011، كانت القناة تُشاهَد في أكثر من 7.5 مليون منزل في جميع أنحاء كندا.

## روابط خارجية
- الموقع الرسمي